# Pedro Sánchez Blanco

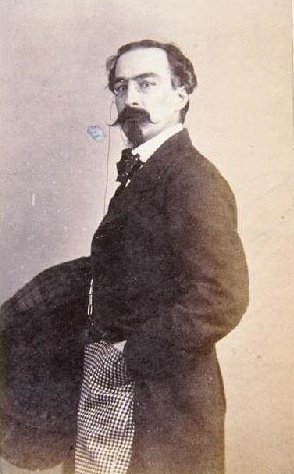
Pedro Sánchez Blanco, fotografía de J. Laurent. Museo de Historia de Madrid.

Pedro Sánchez Blanco (1833-1885) fue un pintor español.

## Biografía
Nacido en Madrid el 21 de enero de 1833, hijo de Félix Sánchez Martín y María del Carmen Blanco, fue bautizado en la iglesia parroquial de San Ginés. Siendo aún muy joven estudió dibujo bajo la dirección de Inocencio Borghini, con la idea de prepararse para estudiar la carrera de ingeniería de caminos. Sin embargo, terminó decantándose por el arte, pasando a los dos años al estudio de Carlos Luis Ribera, con el que se desarrollaría como pintor. Permaneció al lado de Ribera hasta que fue pensionando por la Academia de Nobles Artes de San Fernando, de cuyas clases superiores fue también discípulo, y partió al extranjero en junio de 1857. Durante algunos años residió en París y Bruselas, completando su educación artística con los profesores Dauzats, Bellet y Roulof, hasta que finalizada su pensión en 1860, regresó a España y fijó su residencia en Madrid. Fue vicepresidente de la sección de pintura de la Sociedad Protectora de Bellas Artes fundada por Antonio María Esquivel.

## Obras

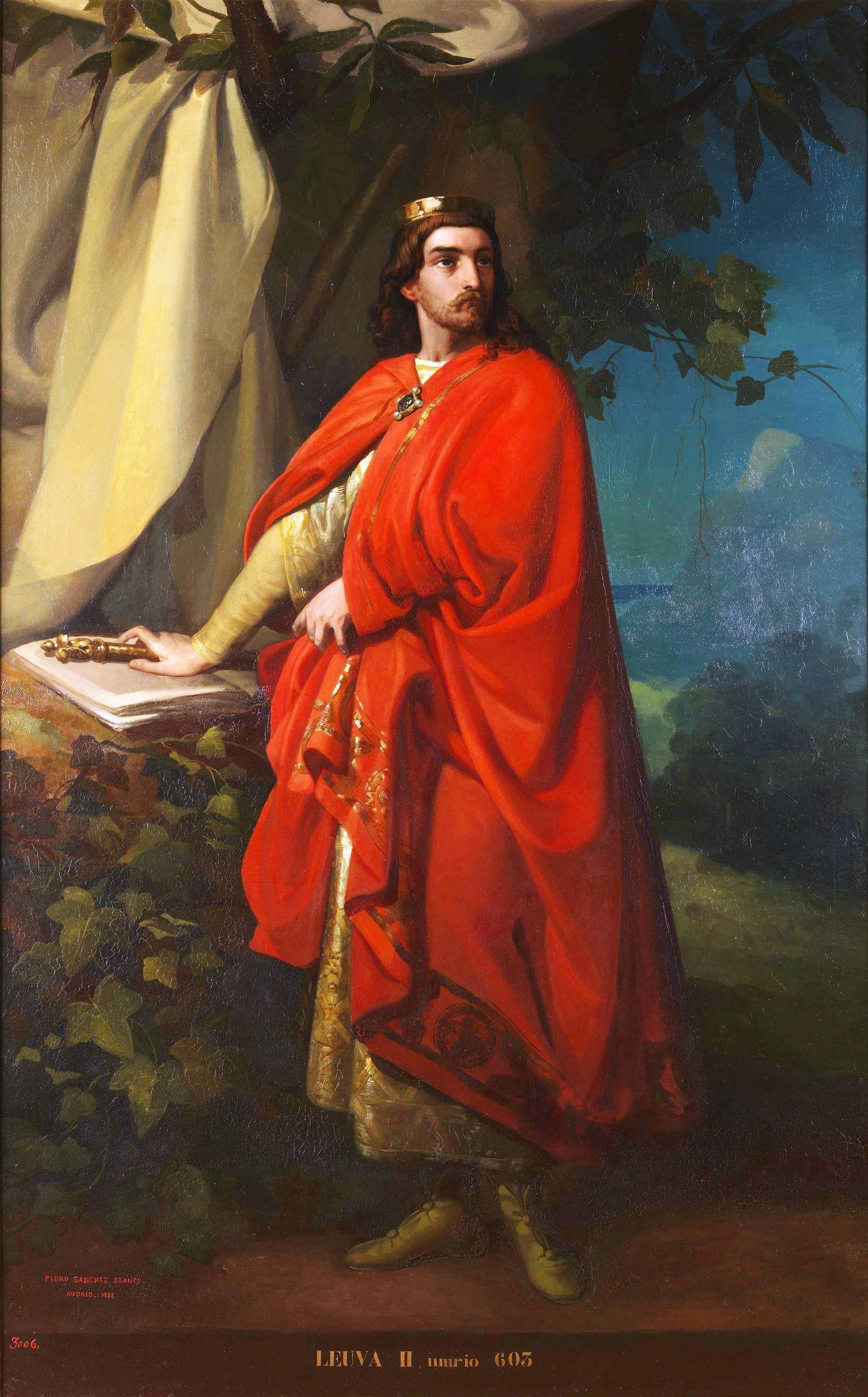
Liuva II, rey de los visigodos (Museo del Prado)

Entre sus obras se listan Los tres ángeles anunciado a Abraham que Sara, su mujer, tendría un hijo., un retrato de cuerpo entero y tamaño natural de la Señorita doña Carlota de Torre vestida de blanco, expuesto en 1850, y otro retrato del general D. Baldomero Espartero, Duque de la Victoria.
Para la serie cronológica de retratos de los reyes de España del Museo del Prado, realizó el de Liuva II, también de cuerpo entero y tamaño natural. Fue autor igualmente de una Virgen de las Angustias y de San Pedro, San Ricardo y Los Sagrados Corazones de Jesús y María. Más obras suyas fueron una alegoría de La Esperanza y otra del Desengaño, con figuras de tres cuartas de alto. Ambos lienzos figuraron en la Exposición Universal de París de 1853 y en la Nacional de 1856.
El Museo del Prado cuenta en su colección con dos dibujos al carbón donados por el pintor representando paisajes holandeses con molinos, dos vistas de Dordrecht al óleo, firmadas en 1859 y 1862, un Caserío rústico de Bélgica (1868) y el citado retrato de Liuva. En la galería de Sebastián Gabriel de Borbón y Braganza se conservaba un paisaje histórico-filosófico titulado Después del combate. Otras obras mencionadas por Ossorio son Un lago en el bosque de Fontainebleau al carbón, Una campiña en los Países-Bajos pintada al óleo y tomada del natural, una Virgen de los Dolores al óleo de medio cuerpo propiedad de la marquesa de Torre Pando, Un alma subiendo al cielo al óleo, una vista del Puente de Liérganes al óleo y una Cara de Dios en el monumento de Semana Santa de la iglesia de San Ginés.
También realizó litografías, acuarelas y aguafuertes.
Habría fallecido en 1885. 